# Minh Tân, Kiến Xương
Minh Tân là một xã thuộc huyện Kiến Xương, tỉnh Thái Bình, Việt Nam.
Xã có diện tích 7,63 km², dân số năm 1999 là 6.817 người, mật độ dân số đạt 893 người/km².